# Fleesensee
Der Fleesensee ist ein See im Landkreis Mecklenburgische Seenplatte.

## Lage
Das Gewässer hat eine Länge von rund 4,9 Kilometern, eine größte Breite von rund vier Kilometern und eine durchschnittliche Tiefe von 6,1 Metern. Es liegt innerhalb einer Seenkette zwischen der Müritz und dem Plauer See und geht im Westen in den Malchower See über. Nach Osten besteht über den Fleesenkanal eine Verbindung zum Kölpinsee. Die Seenkette wird von der Elde von Osten nach Westen durchflossen und ist insgesamt Bestandteil der Bundeswasserstraße Müritz-Elde-Wasserstraße mit der Wasserstraßenklasse I; zuständig ist das Wasserstraßen- und Schifffahrtsamt Lauenburg. Die Seenkette wird durch den Boots- und Ausflugsschiffsverkehr sowie den Wassersport stark frequentiert.
Am Nordwestufer des Fleesensees liegt die Gemeinde Silz mit ihren Ortsteilen Heidepark und Nossentin, am Südufer der Ortsteil Untergöhren der Gemeinde Göhren-Lebbin. Anteile an der Seenfläche haben die Gemeinden Silz, Jabel, Göhren-Lebbin und die Stadt Malchow. In Untergöhren befindet sich die Ferien- und Freizeitanlage Land Fleesensee, die allerdings nicht unmittelbar an den See grenzt.
Der heutige Namen Fleesensee scheint jüngerem Ursprungs. In alten Karten, beispielsweise Mecklenburg DUCATAS / auctore Ioanne Laurenbergio aus dem 17. Jahrhundert, wird das gesamte Gewässer nur Calpin lacus (Kölpinsee) bezeichnet.